# Strothe (Lohne)
Die Strothe ist ein rechtsseitiger Nebenfluss im Bereich der Hunte. Sie fließt ausschließlich im Süden des Landkreises Diepholz (Niedersachsen).

## Verlauf
Die 3,74 km lange Strothe verläuft ausschließlich im Stadtgebiet von Diepholz. Sie zweigt südöstlich des Diepholzer Stadtkerns in östlicher Richtung von der Lohne ab, fließt dann östlich der DB-Linie und unterquert die B 214. Nordöstlich des Diepholzer Stadtkerns in der Nähe des Bauhofs und der Kläranlage mündet sie linksseitig in die Grawiede.